# Sportovec roku 2007

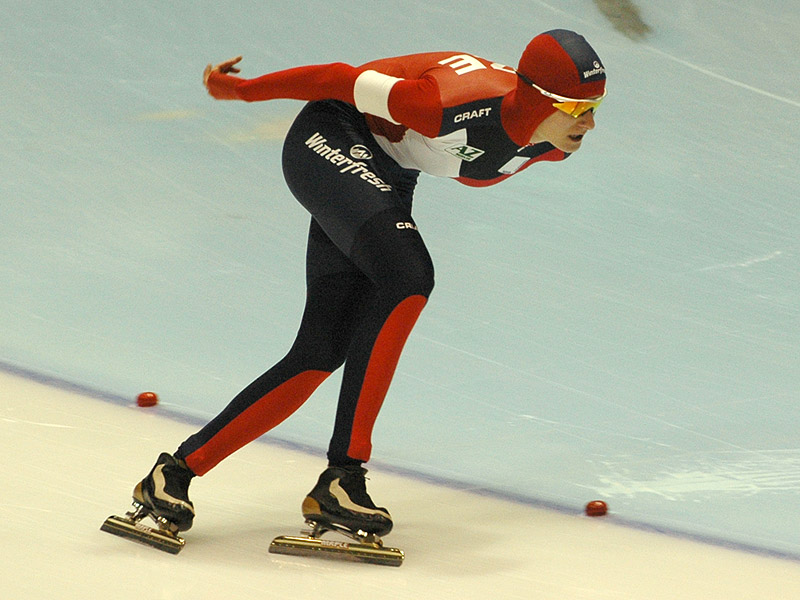
Martina Sáblíková

Sportovec roku 2007 byl 49. ročník ankety Sportovec roku a patnáctý v samostatném Česku. Vítězem se stala rychlobruslařka Martina Sáblíková, která toho roku získala na šampionátu v Salt Lake City své první dva tituly mistryně světa. V kategorii kolektivů zvítězila česká fotbalová reprezentace do 20 let, která na mistrovství světa v Kanadě získala stříbro. Cenu Emila Zátopka pro sportovní legendu Česka převzal kompletní tým československé hokejové reprezentace z mistrovství světa v roce 1947, který z něj tehdy přivezl premiérový titul mistrů světa. Bylo to poprvé v dějinách ankety, kdy byl takto oceněn celý kolektiv. Čechoslováci na historickém šampionátu konaném v Praze nastupovali ve složení: Bohumil Modrý, Zdeněk Jarkovský, Josef Trousílek, Vilibald Šťovík, František Pácalt, Miroslav Sláma, Miloslav Pokorný, Ladislav Troják, Vladimír Zábrodský, Stanislav Konopásek, Josef Kus, Jaroslav Drobný, Karel Stibor, Václav Roziňák a Vladimír Bouzek. Trenérem byl Kanaďan Mike Buckna. Cenu za celý tým při slavnostním udílení převzal 84letý Vladimír Zábrodský.

## První desítka jednotlivci
1. Martina Sáblíková (rychlobruslení) - 1268 bodů
2. Barbora Špotáková (atletika) - 1236 bodů
3. Šárka Záhrobská (alpské lyžování) - 1227 bodů
4. Roman Šebrle (atletika) - 1098 bodů
5. Kateřina Neumannová (lyžování) - 875 bodů
6. Petr Čech (fotbal) - 761 bodů
7. Marek Jankulovski (fotbal) - 566 bodů
8. Kateřina Baďurová (atletika) - 552 bodů
9. Jaromír Jágr (lední hokej) - 503 bodů
10. Michal Šlesingr (biatlon) - 481 bodů

## První trojka družstva
1. česká fotbalová reprezentace do 20 let - 406 bodů
2. česká fotbalová reprezentace - 270 bodů
3. fotbalisté Slavie Praha - 219 bodů

## Junioři
1. Ondřej Polívka (moderní pětiboj)
2. Jakub Holuša (atletika)
3. Roman Koudelka (skoky na lyžích)